# Skovbo
Skovbo é um município da Dinamarca, localizado na região oriental, no condado de Roskilde.
O município tem uma área de 132 km² e uma  população de 14 873 habitantes, segundo o censo de 2005.